# تينيبوسيد
التينيبوسيد (الاسم العلمي: Teniposide) (اسمه التجاري فومون) هو أحد أدوية العلاج الكيميائي المستخدمة في علاج لوكيميا الأرومة اللمفاوية الحادة (إيه إل إل) في مرحلة الطفولة، ولمفوما هودجكين، وبعض أورام الدماغ، وأنواع أخرى من السرطان. يُصنف التينيبوسيد ضمن فئة من الأدوية تُعرف باسم مشتقات البودوفيلوتوكسين وهو يبطئ نمو الخلايا السرطانية في الجسم.

## الاستخدامات الطبية
يُستخدم التينيبوسيد لعلاج عدد من أنواع سرطانات الأطفال. في الولايات المتحدة، تمت الموافقة عليه خطًا ثانيًا لعلاج لوكيميا الأرومة اللمفاوية الحادة (إيه إل إل) بالاشتراك مع أدوية أخرى مضادة للأورام. في أوروبا، تمت الموافقة عليه أيضًا لعلاج لمفوما هودجكين، واللمفوما الخبيثة المعممة، وساركومة الخلايا الشبكية، وابيضاض الدم الحاد، وأورام الدماغ الأولية (الورم الأرومي الدبقي متعدد الأشكال، والورم البطاني العصبي، والورم النجمي)، وسرطان المثانة، والأورام الأرومية العصبية الأخرى، وغيرها من الأورام الصلبة التي تصيب الأطفال.

### الإعطاء
يُحقن الدواء عبر الوريد ويسبب حرقًا إذا تسرب تحت الجلد. يمكن استخدامه بالاشتراك مع أدوية أخرى من مضادة للسرطان.

## مضادات الاستطباب
يُمنع استعمال هذا الدواء في أثناء الحمل والرضاعة، وعند المرضى الذين يعانون قصورًا كلويًا أو كبديًا شديدًا أو قصورًا شديدًا في عملية تكون الدم.

## الآثار جانبية
عند استخدامه مع عوامل أخرى من عوامل العلاج الكيميائي للوكيميا الأرومة اللمفاوية الحادة، يؤدي التينيبوسيد إلى كبت نقي العظم. تشمل الآثار الجانبية الشائعة الأخرى السمية الهضمية، وتفاعلات فرط التحسس، والثعلبة العكوسة.

## التداخلات
لا تتوفر دراسات حول التداخلات الجهازية. وُجد أن المحفزات الإنزيمية مثل الفينوباربيتال والفينيتوين تخفض تراكيزه في بلازما الدم. تتضمن التداخلات المحتملة من الناحية النظرية زيادة التراكيز البلازمية عند مشاركته مع ساليسيلات الصوديوم، أو السلفاميثيزول، أو التولبوتاميد، التي تزيح التينيبوسيد عن الارتباط ببروتين البلازما، على الأقل في المختبر.

## الخصائص الدوائية

### آلية العمل
يسبب التينيبوسيد قطعًا مفردًا ومزدوجًا معتمدًا على الجرعة في الدنا وفي الروابط المتصالبة لبروتينات الدنا. وُجد أن المادة تعمل مثبطًا للتوبوإيزوميراز الثاني (إنزيم يساعد في تفكيك الدنا)، لأنه لا يُقحَم في الدنا ولا يرتبط به بقوة. ترتبط تأثيرات التينيبوسيد السامة للخلايا بالعدد النسبي للقطوع المزدوجة في الدنا التي يسببها في الخلايا، والتي تعكس استقرار وسيط التوبوإيزوميرازالثاني-الدنا.

## الكيمياء
التينيبوسيد هو مشتق جزئي الاصطناع للبودوفيلوتوكسين من جذمور اليَبْروح البري (البدفيل). بشكل أكثر تحديدًا، التينيبوسيد هو غليكوسيد البودوفيلوتوكسين مع مشتق غلوكوز د. وهو مشابه كيميائيًا لدواء الإيتوبوسيد المضاد للسرطان، إذ لا يُميز إلا من خلال بقايا الثينيل حيث يحتوي الإيتوبوسيد على ميتيل. طُور كلا هذين المركبين بهدف إيجاد مشتقات أقل سمية من البودوفيلوتوكسين.